# Magyaria mindanensis
Magyaria mindanensis är en kvalsterart som beskrevs av Corpuz-Raros 1979. Magyaria mindanensis ingår i släktet Magyaria och familjen Haplozetidae. Inga underarter finns listade i Catalogue of Life.